# Громбчевский, Бронислав Людвигович
Бронислав Людвигович Громбчевский (пол. Bronisław Grąbczewski; 1855—1926) — русский путешественник польского происхождения, военный востоковед, генерал-лейтенант; занимался изучением стран и территорий Центральной Азии — Русского Туркестана, Памира, пригиндукушских княжеств — Хунза, Нагар, Северо-Западного Тибета и Кашгарии. Автор военно-стратегических, военно-географических, исторических и этнографических работ. Участник «Большой игры». Астраханский губернатор. В последние годы — преподаватель военной географии и востоковедения в польских военных учебных заведениях.
Деятельность и геополитические взгляды Громбчевского оказали значительное влияние на выработку политики Российской империи в Центральной Азии и на Памире. 

## Биография
Родился 15 января 1855 года в семейном поместье в Ковенской губернии. Мать и родственники из имения переехали в Варшаву, где Громбчевский поступил в 4-ю русскую классическую гимназию. В 1873 году Громбчевский поступил вольноопределяющимся в Кексгольмский гренадерский полк, откуда был командирован в Варшавское пехотное юнкерское училище. По окончании училища в 1875 году, произведён в прапорщики и вернулся в полк.

### Служба вТуркестане
В связи с формированием новых пехотных частей в Туркестане переведён на службу во вновь сформированный 14-й Туркестанский линейный батальон. Принял участие в Алайском походе под руководством М. Д. Скобелева в 1876 году и в демонстрационных действиях Главного (Самаркандского отряда) у границы с Афганистаном в 1878 году.
В 1888 году перешёл на службу по военно-народному управлению Туркестанского края — помощник начальника Исфаринского, затем Маргеланского уездов. В качестве личного секретаря находился при Российском императорском пограничном комиссаре по разграничению Ферганской области с Кашгарией (1882—1884). С апреля 1885 года — старший помощник начальника Ошского уезда; с июня 1885 года — старший чиновник особых поручений при военном губернаторе Ферганской области.
В августе—ноябре 1885 года Громбчевский с целью проверки границы с Китаем посетил пограничные районы Тянь-Шаня, совершил рекогносцировку Южной Кашгарии. В конце 1887 — начале 1888 годов Громбчевский прошел краткосрочную стажировку на физическом факультете Санкт-Петербургского университета (изучал основы геодезии). С апреля 1888 года — Действительный член Императорского Русского географического общества (ИРГО). После завершения теоретических занятий и практики в Пулковской обсерватории, Громбчевский обратился в Совет ИРГО с предложением организовать экспедицию в Канджут (современная Хунза).
В 1888 году осуществил экспедицию в Хунзу, на истоки реки Инд; им пройдено 2284 версты, произведена маршрутная глазомерная съёмка в пятиверстном масштабе, определены координаты нескольких географических точек, десятки высот. В этой экспедиции он наблюдал с севера вершину горы К2 и определил её высоту в 28 870 футов (8799 м). Громбчевский дал ей русское название — «пик Цесаревича Николая». Громбчевский был торжественно встречен правителем Хунзы Сафдар-Али-ханом, который просил передать российскому императору просьбу о принятии его в подданство России и о снабжении оружием для борьбы с британцами. За экспедицию в Хунзу Громбчевский был удостоен Малой золотой медали ИРГО. Во время экспедиции ему чисто случайно удалось встретиться с британским отрядом, которым руководил сэр Фрэнсис Янгхазбенд.
Посещение Громбчевским Хунзы было воспринято в Британской Индии как попытка России распространить своё влияние за Гиндукуш. В 1889 году британской миссии капитана Дюранда удалось добиться от Сафдар-Али-хана формального согласия подчиниться британскому контролю; в декабре 1891 года состоялась британская вооруженная экспедиция в Хунзу, после серии краткосрочных боев вся территория княжества перешла под полный британский контроль к 20 декабря.
В 1888—1890 годы капитан Б. Л. Громбчевский организовал новую экспедицию за Гиндукуш в сопровождении семи казаков и нескольких джигитов-проводников. Ввиду политических осложнений в Афганистане Громбчевскому не удалось проникнуть за Гиндукуш, в страну сияпушей (Кафиристан). Экспедиция посетила Дарваз, Памиры, Раскем, верховья реки Караташ-дарьи, Южную Кашгарию (Яркенд, Хотан и Пулу (Полу, кит. 普鲁村)), Сарыкол. За труды в экспедиции получил внеочередное звание подполковника, награды от ИРГО не последовало, и вопрос о ней был отложен до обработки Громбчевским материалов экспедиции.
В 1891 году Громбчевский принимал участие в поездке туркестанского генерал-губернатора барона А. Б. Вревского на Памир, которая знаменовала начало перехода «Памиров» под русский контроль. В 1892 году он участвовал в Памирском походе полковника М. Е. Ионова.
В 1893 году Громбчевский назначен начальником Ошского уезда Ферганской области. В 1894 году руководил секретным строительством стратегической колесной дороги на Памире, которая соединила Ферганскую и Алайскую долины (позднее дорога получила название Старого Памирского тракта). Построенная русскими саперными частями под руководством Громбчевского горная дорога позволяла оперативно перебрасывать пехотные, конные и, что было чрезвычайно важным, — артиллерийские части в случае угрозы вторжения британских войск в регион.
В 1895 году он был назначен младшим чиновником для особых поручений туркестанского генерал-губернатора, в 1896 — произведён в полковники.
В период службы в Туркестане имел продолжительные внебрачные отношения с киргизской красавицей по имени Фатима-Биби Алиева, у которой около 1880 года родилась девочка, впоследствии крещеная и получившая имя Мария. После смерти женщины (около 1886) Громбчевский передал ребенка в приют для девочек в Петербурге и продолжительное время поддерживал отношения с внебрачной дочерью (о ней он несколько раз упоминает в своих экспедиционных дневниках).
Мария, которая при оформлении в приют получила имя княжна Шарафат-Мария Касымовская, впоследствии вышла замуж за поляка Дунин-Слепца (Dunin-Slepść). После революции 1917 года в России эмигрировала в Польшу и после смерти Громбчевского перебралась в Италию, где была скульптором-любителем. Жила в Риме, где и скончалась 29 мая 1950 года.
Совместная жизнь с киргизской возлюбленной значительно способствовала развитию у Громбчевского интереса к истории и этнографии населения Ферганы; он достаточно хорошо выучил киргизский язык, освоил традиции и обыкновения местного населения. По свидетельству британского военного атташе в Петербурге майора Элиота, который лично встречался с Громбчевским в октябре 1894 года,  последний в своих взглядах и в быту во многом походил на «полумусульманина» .

### Служба на Дальнем Востоке
В период службы на Дальнем Востоке последовательно занимал должности пограничного комиссара Амурской области (1896), южно-уссурийского пограничного комиссара (май 1899), комиссара по гражданской части Квантунской области (август 1899). В период восстания ихэтуаней, не покидая штатной должности, в ноябре 1900 года назначен военным комиссаром при мукденском цзянцзюне (генерал-губернаторе). В апреле 1903 года произведён в генерал-майоры.

### Служба в Астраханском крае
Перед новым назначением, 5 сентября 1903 года он обвенчался с дочерью иркутского купца 1-й гильдии, Верой Фёдоровной Компанейцевой (поручителями со стороны 48-летнего жениха выступили генерал-майор Вогак, тайный советник Шапиров). С 28 сентября 1903 года по 8 августа 1906 года был астраханским губернатором и наказным атаманом Астраханского казачьего войска.

### На гражданской службе
8 августа 1906 году Громбчевский был произведён в генерал-лейтенанты с увольнением от службы, за болезнью, с мундиром и пенсией. В 1906—1910 годах занимал должность управляющего гражданской частью КВЖД. В 1910 году он вернулся в Варшаву, где проживал до осени 1914 года, когда началась война в Европе.

### Мировая война. Революция и Гражданская война в России
В начале Первой мировой войны эвакуировался в Петроград, вновь поступил на военную службу. После Февральской революции 1917 года через Одессу проехал в Анапу, где встретил приход Добровольческой армии. Во время гражданской войны был командирован главнокомандующим ВСЮР генералом Деникиным на Дальний Восток с миссией к Верховному главнокомандующему Русской армии адмиралу Колчаку. После катастрофы Восточного фронта в 1920 году вернулся в Варшаву через Японию и Лондон.

### Жизнь и деятельность в Польше
Вернувшись в Польшу, работал в Государственном институте метеорологии, читал лекции по военной географии в польских военно-учебных заведениях. Труды и деятельность Громбчевского способствовали созданию польской геополитической школы и оказывают влияние на современные политические процессы.

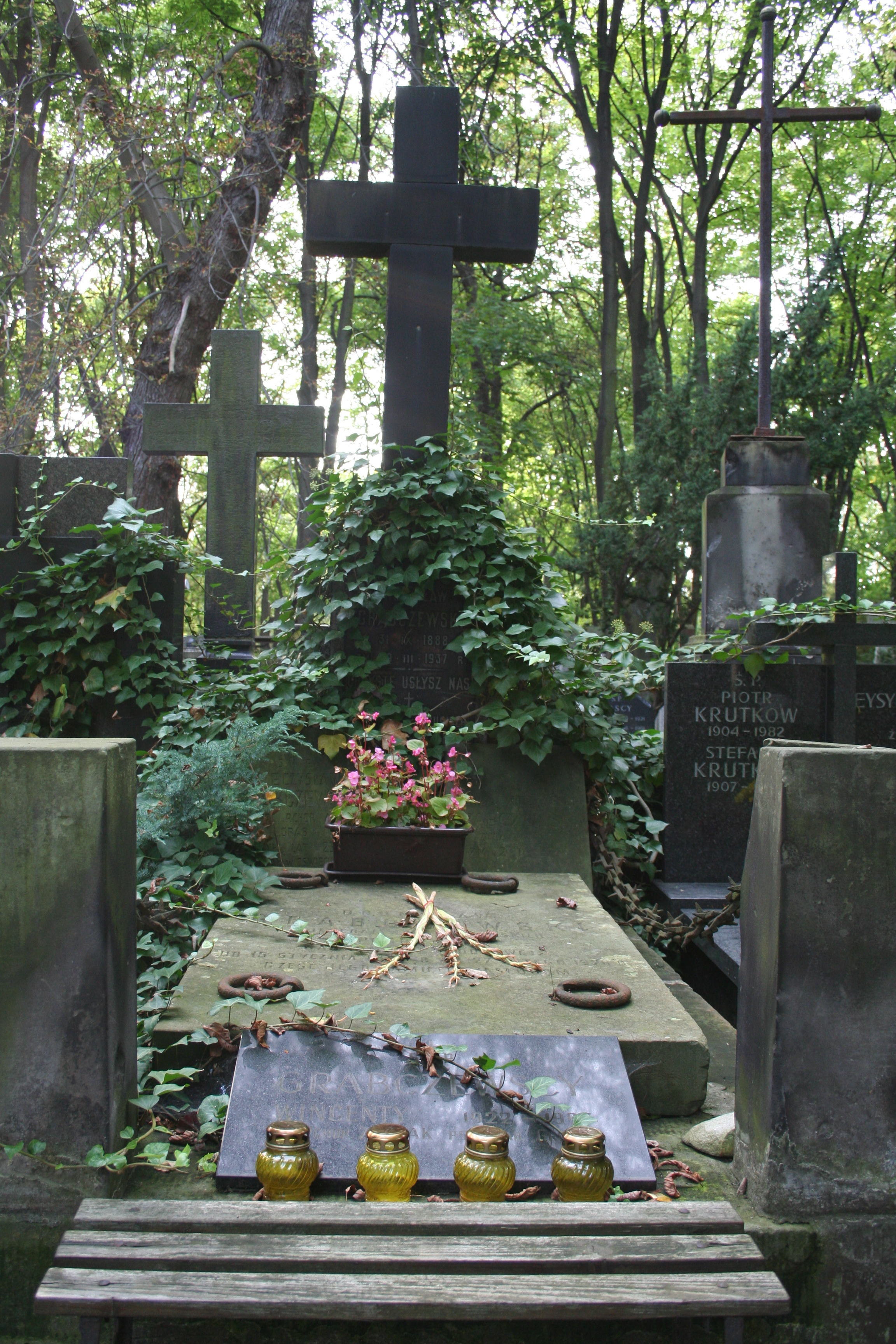
Могила Б. Громбчевского в Варшаве

### Публикации
В Польше незадолго перед смертью опубликовал несколько книг о своих путешествиях в Центральной Азии, которые большей частью написаны им по воспоминаниям, поскольку архив экспедиций остался в Советской России. В дореволюционной России издал «Отчет о командировании в Кашгар и Южную Кашгарию в 1885 году», несколько небольших заметок о результатах своих путешествий по Центральной Азии, а также несколько работ на военно-политические темы.
Дневники экспедиций 1888 и 1889—1890-х годов долгое время оставались неизданными и были опубликованы в России в 2015 году.
Скончался в Варшаве 27 февраля 1926 года.

### Комментарии
1. ↑  «Бронислав Людвигович Громбчевский организовал экспедицию по изучению Памира, Гиндукуша, верховьев Индии, Канджута и Кашгарского хребта в 1888 году. Годом позже, уже будучи капитаном, Громбчевский снова отправился в путь за Гиндукуш в сопровождении семи казаков и нескольких джигитов-проводников. Экспедиция также досконально изучает Каратегин, Дарваз, Шугнан, Вахан, Памиры и прилегающие районы[1].
2. ↑  «Так именовалась эта область в официальных Российских архивах, Памирское нагорье указывалось как «Памиры», а название „Восточный Памир“ по отношению к территории нынешней Горно-Бадахшанской автономной области употребляется условно: если взять Памирское нагорье с восточной частью с Кашгарскими горами, то Восточный Памир станет Центральным»[1].
3. ↑  Возникают некоторые разночтения при сопоставлении данных приводимых в российских источниках и надписи на могиле предполагаемой дочери Громбчевского. Их три. Первое — на могиле указано место рождения Коканд, но дата рождения 21 августа 1887 на семь лет позже предполагаемой даты рождения в российских публикациях. Это может объясняться тем, что могильные плиты не являются надёжным источником дат рождения, особенно женщин. Второе — "Шарафат" по крайней мере в Италии произносилось как "Скарафат" (Skarafat) и это было не имя,  а вторая часть составной фамилии. И третье — отчество Марии было не Брониславовна, а Александровна, что объяснимо, так как незаконнорожденным детям давали отчества по крёстному отцу[3]. Исследователь русского некрополя в Италии М. Талалай считает, что отчество "Александровна", как и фамилию Дунина-Слепесц, Мария получила по отцу Александру Дунину-Слепсцу. Это не противоречит тому, что её биологическим отцом мог быть Громбчевский. Известно, что запись внебрачных детей на неженатых друзей или сослуживцев практиковалось среди русского дворянства[4].